# Saskatchewan Census Division No. 17
Die Census Division No. 17 in der kanadischen Provinz Saskatchewan hat eine Fläche von 22.222,67 km², es leben dort 47.834 Einwohner. 2011 betrug die Einwohnerzahl 44.180. Größter Ort in der Division ist Lloydminster. In der gesamten Division gilt ganzjährig die Central Standard Time außer in Lloydminster, da dort, zusammen mit dem Westteil der Stadt der in Alberta liegt, die Mountain Standard Time bzw. im Sommerhalbjahr die Mountain Daylight Time.

## Gemeinden
Cities
- Lloydminster
- Meadow Lake

Towns
- Lashburn
- Maidstone
- Marshall
- St. Walburg
- Turtleford

Villages
- Dorintosh
- Edam
- Glaslyn
- Goodsoil
- Loon Lake
- Makwa
- Meoata
- Mervin
- Paradise Hill
- Paynton
- Pierceland
- Waseca

Resort Villages
- Aquadeo
- Greig Lake
- Kivimaa-Moonlight Bay
- Metinota

## Rural Municipalities
- RM Meota No. 468
- RM Turtle River No. 469
- RM Paynton No. 470
- RM Eldon No. 471
- RM Wilton No. 472
- RM Parkdale No. 498
- RM Mervin No. 499
- RM Frenchman Butte No. 501
- RM Brittania No. 502
- RM Loon Lake No. 561
- RM Meadow Lake No. 588
- RM Beaver River No. 622

## Indianerreservate
- Big Head 124
- Eagles Lake 165C
- Makwa Lake 129
- Makwa Lake 129A
- Makwa Lake 129B
- Makwa Lake 129C
- Meadow Lake 105
- Meadow Lake 105A
- Min-A-He-Quo-Sis 116C
- Ministikwan 161
- Ministikwan 161A
- Moosomin 112B
- Saulteaux 159
- Thunderchild First Nation 115B
- Thunderchild First Nation 115C
- Thunderchild First Nation 115D
- Waterhen 130

Flying Dust First Nation
- Flying Dust First Nation 105

Onion Lake Cree Nation
- Makaoo 120
- Seekaskootch 119